# Anthalia schoenherri
Anthalia schoenherri är en tvåvingeart som beskrevs av Zetterstedt 1838. Anthalia schoenherri ingår i släktet Anthalia och familjen puckeldansflugor. Arten är reproducerande i Sverige. Inga underarter finns listade i Catalogue of Life.